# Tolo (Guinée)
Pour les articles homonymes, voir Tolo.
Tolo est une ville et une sous-préfecture de Guinée, rattachée à la préfecture de Mamou et à la région de Mamou. 

## Historique
Tolo a vue naitre la première école nationale du pays construite par les colonisateurs en 1932, l'ENAE de Tolo, 30ans avant la création de la toute première université guinéenne l'Université Gamal Abdel Nasser de Conakry.
Avant qu'elle ne soit érigée en sous préfecture en 1976, elle était dans la même juridiction que Boulliwel et une grande partie de Porédaka qui étaient dirigées par Alpha Mamadou Bhouria.

## Situation géographique
La sous-préfecture de Tolo est l'une des 13 sous préfectures de Mamou située à 23km du centre ville. Avec une superficie de 151 km carré, elle est limitée à l'est par la sous-préfecture de Dounet, à l'ouest par la sous-préfecture de Boulliwel, au nord par la sous-préfecture de Porédaka et au sud par le centre ville de Mamou.

## Subdivision administrative
La sous-préfecture de Tolo est composée de cinq districts et de secteurs subdivisés comme suit:
| N° | Districts            | Secteurs                                                     |
| -- | -------------------- | ------------------------------------------------------------ |
| 01 | Tolo centre          | Tolo centre, Guilinty, Guelin et Gadha Kendouma              |
| 02 | Siminko              | Siminko centre, Tigannà et Féllo salli                       |
| 03 | Soumbalako Togosséré | Togosséré centre, Salliah, Missidé Féllo Kobé et Ley Thiéhél |
| 04 | Gouba                | Gouba centre, Naddé Sindja et Nasroullaye                    |
| 05 | Morôdé               | Morôdé centre, Foyé et Bafing                                |

## Population
En 2016, la localité comptait 9 324 habitants.

## Environnement

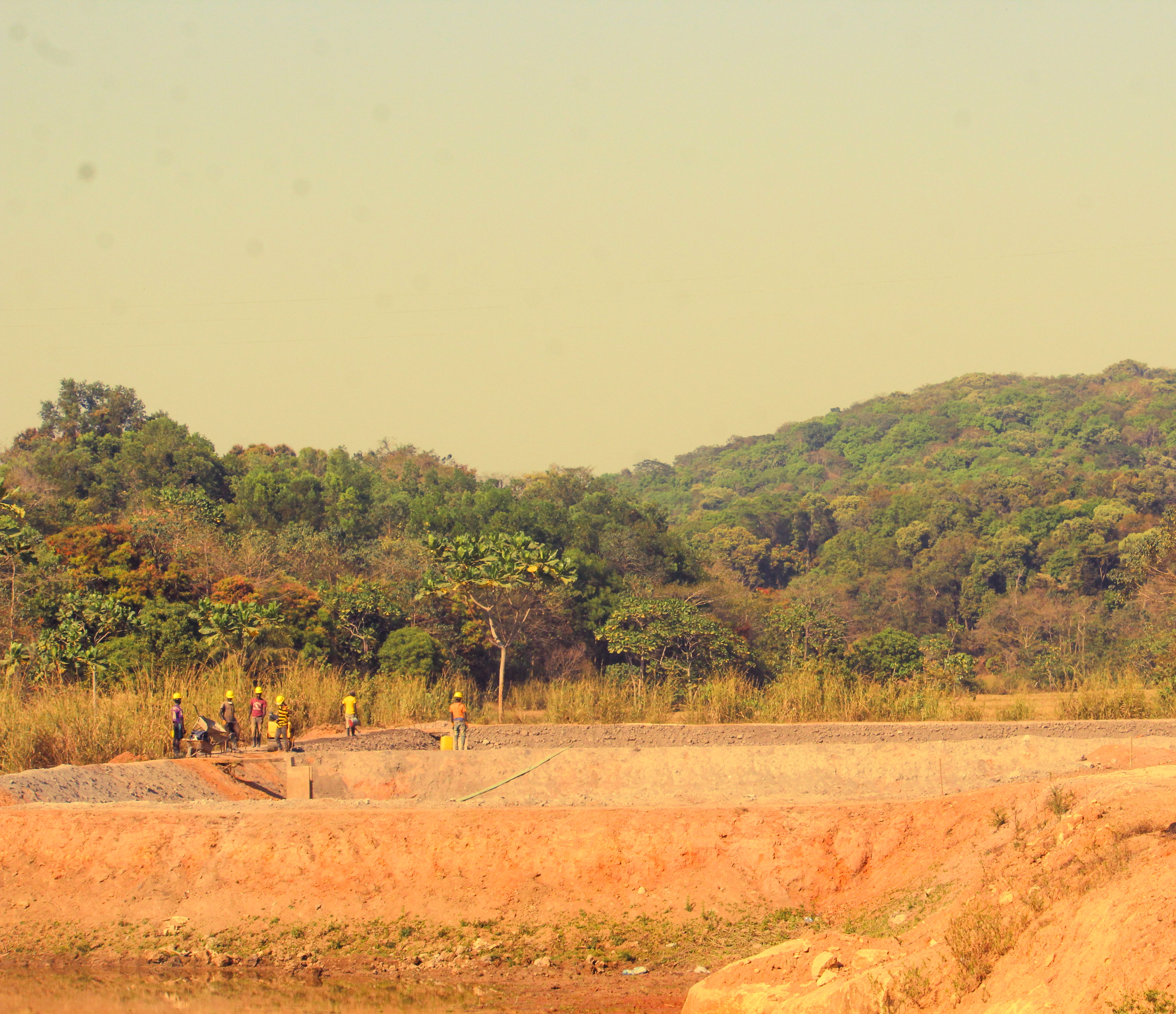

Tolo habite l'aire protégée de Bafing source du fleuve Sénégal. Dans la même sous-préfecture, il a été créé et mis en service au milieu des années 1980 un grand barrage agricole à Bafing qui a permis aux populations de pratiquer des activités agricoles et de l'élevages.
Elle a l'une des plus grandes forêts classée de Mamou.

### Agriculture
L'agriculture de Tolo est essentiellement baser sur la pommes de terre, aubergines, piments, riz, fonio, etc.

## Artisanat
La Sous préfecture de Tolo est connue dans la Fabrication du bonnet appelé Poutôh, un bonnet traditionnel peul, tissé à la main, fabriqué à partir de coton filé, parfois associé à de la laine, elle est ensuite teint, brodé et façonné selon des techniques traditionnelles. Cette technique artisanale est très pratiquée par la population locale. 

## Religion
La sous-préfecture de Tolo est de confession musulmanes et il y a des grands foyers coranique. Nous y trouverons aussi des grandes et très anciennes mosquées notamment à missidé Gouba, missidé Morodé, missidé Siminko, missidé Togosséré et le missidé Tolo centre.

## Éducation
La sous-préfecture de Tolo à la plus ancienne école normale du pays a savoirs l'école nationale d'agriculture et d'élevage de Tolo (ENAE de Tolo), la sous-préfecture a un collège situé au centre et plus quatorze autres écoles primaires qui sont : 
| Types                                          | Noms | Date de fondation |  |
| ---------------------------------------------- | --- | ----------------- |  |
| Écoles primaires                               | - École primaire de Tolo centre - École primaire de Péttiny - École primaire de Morodé - École primaire de Siminko - École primaire de Tigannàh - École primaire de Touldé - École primaire de soumbalako Togosséré - École primaire de Dar-Es-Salam - École primaire de Bafing - École primaire de Sanama (Franco-Arabe) - École primaire de Bhowrouguel (Franco-Arabe) - École primaire de Guélin (Franco-Arabe ) - École primaire de Soumbalako Togosséré (Franco-Arabe) - École primaire de Naddé Sindja (Franco-Arabe) |                   |  |
| Collèges                                       | Collège Tolo Centre |                   |  |
| Lycées                                         | Aucun |                   |  |
| Instituts et écoles extérieurs aux universités | École nationale d'agriculture et d'élevage de Tolo - ENAE de Tolo | 1932              |  |
| Universités                                    | Aucun |                   |  |

## Santé
| Images | Centres/Postes de Santé                | Districts            |
| ------ | -------------------------------------- | -------------------- |
|        | centre de Santé                        | Tolo centre          |
|        | poste de Santé de Siminkô              | Siminko              |
|        | poste de Santé de soumbalakô togosséré | Soumbalako Togosséré |
|        | poste de Santé de Gouba                | Gouba                |
|        |                                        | Morôdé               |
|        | poste de Santé de Guelin               |                      |